# Mycobacterium bovis
Mycobacterium bovis (лат.)  — бацила, що є збудником туберкульозу у великої рогатої худоби. Ділиться повільно, кожні 16—20 годин. Пов'язана з Mycobacterium tuberculosis — яка спричинює класичний туберкульоз у людей. M. bovis також може перестрибнути видовий бар'єр і спричинити туберкульоз у людини.

## Патогенез
За оцінками, протягом першої половини XX століття М. bovis несе відповідальність за більші втрати серед сільськогосподарських тварин, ніж всі інші інфекційні хвороби. M. bovis, як правило, передаються людям, які споживають сире інфіковане коров'яче молоко, хоча бактерія також може поширюватися повітряно-крапельним механізмом через аерозольні крапельки. Туберкульоз, який спричинює М. bovis, у людей станом на XXI століття, є рідкісним у розвинених країнах, головним чином тому, що пастеризація вбиває бактерії M. bovis в інфікованому молоці. Зокрема, у Великій Британії велика рогата худоба перевіряється на хворобу як захід програми ліквідації цього виду туберкульозу. Така худоба все ще може потрапити до харчового ланцюга людини, але тільки після того, як урядовий ветеринарний лікар перевірив тушу та підтвердив, що він підходить для споживання людиною. Проте в країнах, що розвиваються, де пастеризація не є рутинною, M. bovis є досить поширеною причиною туберкульозу людини.
Туберкульоз великої рогатої худоби — це хронічне інфекційне захворювання, яке уражає широкий спектр ссавців, включаючи людей, велику рогату худобу, оленів, лам, свиней, домашніх кішок, диких м'ясоїдних (лисиць, койотів) і всеїдних тварин (опосуми, мурашки та гризуни), рідко інфікуються коні та вівці. Хвороба може передаватися кількома механізмами передачі інфекції; наприклад, вона може поширюватися через харкотиння, сечу, фекалії та гній, тому М. bovis може передаватися шляхом прямого контакту, контакту з виділеннями інфікованої тварини або вдихання аерозолів залежно від видів тварин.

## Епідеміологічні
Хвороба зустрічається у великої рогатої худоби по всьому світу, однак деякі країни змогли зменшити або обмежити захворюваність через процес «тестування та вилов» великої рогатої худоби. У більшості країн Європи та кількох країн Карибського басейну (включаючи Кубу) практично не спостерігається циркуляція М. bovis. Австралія офіційно вільна від цієї хвороби після успішної програми BTEC, але залишкові інфекції можуть існувати в буйволах, в ізольованих частинах Північної території. У Канаді уражені дикий лось і білохвостий олень навколо Гори Національний парк Манітоба. Ця хвороба була також виявлена в африканському буйволі в Південній Африці. M. bovis може передаватися від людини до людини (в місті Бірмінгем в 2004 році), а також від людини до великої рогатої худоби були зафіксовані навіть спалахи, але такі випадки трапляються рідко. У Мексиці ця хвороба поширена і зростає серед людей.

## Лікування
M. bovis є вроджено стійким до піразинаміду; отже, стандартним лікуванням є ізоніазид та рифампіцин протягом 9 місяців. Однак більшість великої рогатої худоби з туберкульозом повинна бути вбита.
Детальніші відомості з цієї теми ви можете знайти в статті Туберкульоз.